# Euxoa naevula
Euxoa naevula är en fjärilsart som beskrevs av Smith 1900. Euxoa naevula ingår i släktet Euxoa och familjen nattflyn. Inga underarter finns listade i Catalogue of Life.